# هرافنهيلدور سكولادوتير
هرافنهيلدور سكولادوتير مواليد 9 أغسطس 1977، هي لاعبة كرة يد أيسلندية تلعب كظهير أيسر. مثلت منتخب بلادها.

## سجل المنافسة
شاركت في البطولات التالية:
- بطولة العالم لكرة اليد للسيدات 2011
- بطولة أوروبا لكرة اليد للسيدات 2012